# Immoble a la rambla Francesc Macià, 26 (Arenys de Munt)
L'Immoble a la rambla Francesc Macià, 26 és una obra d'Arenys de Munt (Maresme) protegida com a Bé Cultural d'Interès Local.

## Descripció
Casa entre mitgeres de planta baixa i pis. Té la coberta a dues vessants, amb el carener paral·lel a la façana. A la planta baixa, la porta d'accés a un costat està formada per un arc escarser, amb una finestra al lateral. Al primer pis té una sola obertura en forma de petit balcó sense volada pràcticament situat a l'eix de la porta d'accés. Formaria una línia de cases de les mateixes característiques amb la casa número 16 i d'altres del mateix carrer.